# Xã German, Quận Fulton, Ohio
Xã German (tiếng Anh: German Township) là một xã thuộc quận Fulton, tiểu bang Ohio, Hoa Kỳ. Năm 2010, dân số của xã này là 6.443 người.